# Northrop N-9M
Northrop N-9M – amerykański samolot doświadczalny firmy Northrop Corporation, zbudowany w celu praktycznego sprawdzenia rozwiązań zastosowanych w charakterystyk pilotażowych i układu sterowania zastosowanego w samolocie Northrop YB-35.

## Historia

### Geneza
W latach 30. XX wieku w United States Army Air Corps narastało przekonanie o potrzebie posiadania ciężkich, czterosilnikowych bombowców dalekiego zasięgu, zdolnych razić strategiczne cele w dużym oddaleniu od macierzystego terytorium Stanów Zjednoczonych. Potrzeba zmaterializowała się w postaci uruchomienia produkcji maszyn Boeing B-17 Flying Fortress, rozpoczęciu prac, których efektem był Consolidated B-24 Liberator jak również budową eksperymentalnych maszyn w rodzaju Boeing XB-15. Prace zostały znacznie przyśpieszone po wybuchu II wojny światowej. 11 kwietnia 1941 roku skierowano zapytanie ofertowe dotyczące pozyskania bombowca znacząco przewyrzszającego swoimi osiągami już dostępne samoloty jak również realizowane projekty Boeing B-29 Superfortress i Consolidated B-32 Dominator. Efektem analizy nadesłanych ofert było skierowanie do dalszych prac projektów Northropa N-9 oraz Consolidated Model 36. Projekty otrzymały wojskowe oznaczenie, odpowiednio XB-35 i XB-36.

### Projekt
13 lipca 1941 roku Northrop otrzymał zamówienie ze strony United States Army Air Corps, które obejmowało dokumentację projektu, wyniki prób samolotu N-1M, maszyny doświadczalnej Northropa, dzięki której pozyskano dane charakteryzujące zachowanie się latającego skrzydła w locie, wykonanie i prezentacje badań tunelowych modeli bombowca N-9 oraz budowę i sprawdzenie w locie przyjętych założeń konstrukcyjnych przez pomniejszony model bombowca, w skali 3:10 lub 4:10, oznaczony jako N-9M. Kontrakt numer W535-ac-21341 na budowę pojedynczego egzemplarza N-9N oraz przeprowadzenie prób w locie podpisano 4 września 1941 roku. 10 września tego samego roku umowa została zmodyfikowana poprzez zamówienie dodatkowych dwóch egzemplarzy. Tym samym pierwsza z zamówionych maszyn otrzymała oznaczenie N-9M-1 a dodatkowe dwa N-9M-2 i N-9MA. Cała umowa została zatwierdzona przez sekretarza wojny 30 października 1941 roku. N-9M miał mieszaną konstrukcję metalowo-drewanianą. Całość opierała się na szkielecie wykonanym ze stalowych rur, drewnianych elementów wewnętrznych, pokrytych sklejką i duraluminiową blachą. Do napędu samolotu wybrano dwa sześciocylindrowe silniki rzędowe w układzie odwróconym Menasco C6S-4 „Buccaneer” o mocy 260 KM każdy. Silniki napędzały dwułopatowe śmigła pchające o średnicy 2,13 m. Skrzydło o skosie 25°51' wyposażone w znajdujące się na krawędzi spływu klapy, sterolotki i dodatkowe klapy wspomagające lądowanie samolotu. Na końcach płata, na górnej i dolnej jego powierzchni znajdowały się dodatkowe, wychylane w górę lub w dół (na dolnej powierzchni płata) płyty, pełniące rolę sterów kierunku. W krawędzi natarcia skrzydła umieszczono wloty powietrza do silnika. Samolot wyposażono w chowane hydraulicznie podwozie z przednim podparciem. Z tyłu, znajdowała się dodatkowa, długa goleń z kółkiem ogonowym, mająca zapobiec zetknięciu się łopat śmigła z powierzchnią ziemi podczas startu i lądowania. Znajdująca się w centralnej części płata kabina pilota osłonięta była kroplową owiewką. Istniała możliwość instalacji siedzenia dla drugiego członka załogi po demontażu jednego ze znajdujących się za miejscem pilota zbiorników z paliwem. Ukończony pierwszy egzemplarz rozpoczął próby naziemne 20 grudnia 1942 roku na terenie lotniska na lotnisku Hawthorne Municipal Airport w Hawthorne w Kalifornii. Tydzień później, 27 grudnia, N-9M po raz pierwszy wzbił się w powietrze. Za jego sterami siedział pilot doświadczalny John W. Myers.

### Próby
Do maja 1943 roku samolot spędził w powietrzu 22 godziny i 32 minuty, podczas 44 lotów. Głównym powodem niewielkiego nalotu były problemy techniczne trapiące maszynę. Głównym pilotem realizującym loty doświadczalne N-9N był pilot Maks Constant. Siedział on za sterami samolotu podczas jego 45 lotu 19 maja 1943 roku. Constant miał sprawdzić zachowanie się maszyny podczas przeciągnięcia i korkociągu. Niestety w trakcie lotu doszło do katastrofy. Samolot rozbił się na zachód od bazy Muroc grzebiąc w swoich szczątkach pilota. W celu wyjaśnienia wypadku i bliższemu przyjrzeniu się zachowaniu samolotu w warunkach przeciągnięcia i korkociągu, USAAF zamówiły wykonaniu modeli N-9M i XB-35 i przeprowadzanie odpowiednich badań w tunelu aerodynamicznym. Odpowiednim tunelem dysponowała National Advisory Committee for Aeronautics w swoim ośrodku badawczym Langley Memorial Aeronautical Laboratory w Hampton w Wirginii. 24 lipca 1943 roku USAAF i Northrop podpisały kolejne porozumienie o budowie czwartego egzemplarza samolotu, oznaczonego jako N-9MB. Miesiąc wcześniej, 24 czerwca 1943 roku oblatano prototyp N-9M-2, za sterami którego zasiadł pilot doświadczalny Harry Crosby. Niestety już po kilku minutach lot doszło do oderwania się osłony kabiny. Crosby zdołał jednak bezpiecznie sprowadzić maszynę na ziemię. Po naprawie N-9M-2 pwrócił do wykonywania lotów testowych. Do 31 marca 1944 roku samolot wykonał 33 loty, spędzając w powietrzu 23 godziny. 19 kwietnia N-9M-2 uległ awarii podczas lądowania ze schowanym podwoziem, pilot wyszedł z wypadku bez szwanku. Próby przebiegały pomyślnie. Maszyna sprawowała się w poprawnie w powietrzu przy dużych prędkościach lotu. Gorzej radziła sobie przy małej prędkości i dużych kątach natarcia. Uzyskane wyniki zaowocowały kilkoma modernizacjami wprowadzonymi w kolejnym egzemplarzu, N-9MA, ich głównym celem było wdrożenie hydraulicznego systemu wspomagania sterowania i systemu sztucznego obciążenia sterolotek. W drugiej połowie 1944 roku N-9M-2 poddany został testom w tunelu aerodynamicznym, w należącym do NACA ośrodku w Moffet Field w Kalifornii. Celem była weryfikacja uzyskanych podczas lotów próbnych wyników oporu aerodynamicznego, jaki stawiał płatowiec. 22 maja 1944 roku w powietrze po raz pierwszy wzbił się N-9MA. Samolot posiadał ciśnieniowy system sztucznego obciążenia sterolotek oraz dodatkowe sloty przy krawędzi natarcia. Od 28 czerwca 1944 roku do lotów próbnych zaangażowani zostali również piloci wojskowi. N-9MA wykonał około 50 lotów z pilotami doświadczalnymi za sterami do końca października 1944 roku, kilka lotów zapoznawczych wykonali również piloci wojskowi. 26 stycznia 1945 roku oblatano ostatnią zamówioną wersję, N-9MB. Za jej sterami siedział pilot Harry Crosby. Podstawową różnicą pomiędzy wersją N-9MB, a pozostałymi samolotami był rodzaj zastosowanego napędu. Maszynę napędzały dwa ośmiocylindrowe silniki rzędowe w układzie przeciwsobnym (bokser) Franklin 8ACSA-538 (XO-540-7) o mocy 300 KM każdy. Podobnie jak we wcześniejszym N-9M-2, również w ostatniej wersji zastosowano ciśnieniowy system sztucznego obciążenia sterolotek oraz hydrauliczny system wspomagania sterowania. 

## Zakończenie programu
We wrześniu 1948 roku siły powietrzne podjęły decyzję o zakończeniu projektu XB/YB-35. Tym samym dalsze loty próbne N-9M stały się zbędne. Wszystkie trzy pozostałe samoloty trafiły do Northrop Aeronautical Institute jako wyposażenie służące szkoleniu. Tam, N-9M-2 został rozebrany w ramach zajęć prowadzonych ze studentami. Brak jest informacji o losie N-9MA. N-9MB trafił w latach 50. XX wieku do założonego przez historyka awiacji Edwarda T. Maloneya The Air Museum mieszczącym się w Claremont (Kalifornia). W trakcie kolejnych lata muzeum zmieniało swoją nazwę i lokalizację aby w 1974 roku stać się Planes of Fame Air Museum w Chino w Kalifornii. Na początku lat 80. XX wieku, znajdujący się w kolekcji muzeum N-9MB zaczął być przywracany do stanu lotnego. Trwająca ponad dekadę restauracja samolotu zakończyła się uroczystością roll out gotowej do lotu maszyny 8 stycznia 1994 roku. W trakcie uroczystości po raz pierwszy uruchomiono silniki samolotu, który również po raz pierwszy kołował na płycie lotniska. 11 listopada tego samego roku maszyna, która otrzymała numery rejestracyjne N9MB, po raz pierwszy od półwiecza wzniosła się ponownie w powietrze. Za sterami samolotu siedział Don Lykins, dyrektor Planes of Fame Air Museum. Samolot był prezentowany na licznych pokazach lotniczych. W kwietniu 2006 roku w trakcie lotu doszło do pożaru silnika. Pilot zdołał bezpiecznie sprowadzić maszynę na ziemię. Po remoncie, w maju 2010 roku, samolot ponownie wzbił się w powietrze i zagościł na pokazach lotniczych. 22 kwietnia 2019 roku, krótko po starcie z Chino, samolot uległ katastrofie, grzebiąc w swoich szczątkach pilota Davida Michaela Vopata.